# التدخين في سوريا

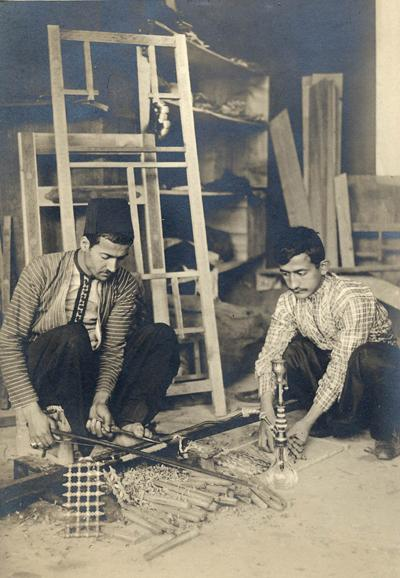
Woodworkers from دمشق, سوريا creating wood
components for hookah production (19th century)

يتزايد انتشار التدخين في سوريا بشكل مطرد بين السكان السوريين، وبشكل رئيسي في أشكال السجائر أو النرجيلة، في  سوريا، تدير المؤسسة العامة للتبغ نمو منتجات  التبغ وتصديرها. ينفق السوريون  حوالي 600 مليون دولار سنويا على استهلاك التبغ. [1] اعتبارا من عام 2010، 20 ٪ من النساء و60 ٪ من الرجال يدخنون و98 ٪ من إجمالي السكان يتأثرون بالتدخين السلبي، النارجيل (المعروف أيضا باسم الشيشة أو الأنبوب المائي) والسجائر هما الشكلين الرئيسيين لاستهلاك  التبغ. [2] على الرغم من الافتراض بأن التدخين، خاصة النرجيلة، هو جزء لا يتجزأ من الثقافة السورية، إلا أن هذه الظاهرة لم تنتشر إلا مؤخرًا. يعمل المسؤولون الصحيون حالياً على برامج وسياسات الإقلاع عن التدخين، لإزالة هذه الفكرة بأن التدخين في سوريا جزء أساسي من الثقافة، والتثقيف بشأن الآثار الصحية، ومنع المواطنين من التدخين في الأماكن العامة.

## التدخين في الثقافة والتاريخ السوري
```
التاريخ الفعلي للتدخين في 
سوريا
 غير مؤكد، كان القنب شائعًا في 
الشرق الأوسط
 قبل وصول التبغ، وكان معروفًا بوجوده على الأقل عام 2000 قبل الميلاد. يعود استخدام التبغ في الشرق الأوسط إلى القرن السادس عشر. من المرجح أن يكون استخدام الشيشة تقليداً شرق أوسطياً لفترة طويلة، لكن ربما لم يُعتبر عنصراً أساسياً في سوريا حتى ازدهار  
النرجيلة
 في التسعينيات. 
يعتبر تدخين النرجيلة الآن سمة ثقافية هامة لسوريا، خاصة في 
حلب
، بينما يعتبر تدخين السجائر نشاطًا عالميًا مع أهمية ضئيلة للحياة الثقافية. على الرغم من أن النرجيل يعتبر العنصر الرئيسي في الثقافة السورية، إلا أن بشار دعبول من الجمعية السورية للإقلاع عن التدخين يشير إلى أن النرجيلة كانت شعبية فقط منذ التسعينات، وأنه «ليس تقليدًا هنا في سوريا. يجب أن نتعايش معها بل  يجب علينا أن نحمي المجتمع منها.»
```

## الإسلام والتدخين
على الرغم من أن الإسلام لا يوجد لديه حظر محدد على تدخين التبغ، إلا أن العديد من المبادئ الإسلامية تم ذكرها لدعم حظر التبغ القائم على الدين. واعتمادًا على الموقع والمجتمع، فقد اعتبرت السلطات الإسلامية إما التدخين مثل مكروه  (الذي يجب تجنبه) أو الحرم (ممنوع).وكرر مجلس الفتوى الأعلى في سوريا مؤخراً أهمية فتوى عام 2007 (التصريح القانوني الإسلامي)، الذي أصدره مفتي سورياالكبير أحمد بدر الدين حسون الذي يحظر كل نوع من أنواع التدخين، بما في ذلك السجائر والنرجيلة، فضلاً عن بيع وشراء التبغ وأي الانتماء إلى توزيع التبغ.ويستند تبرير الحكم إلى الرأي القائل بأن التدخين طريقة بطيئة للارتكاب الانتحار، وهو أمر محظور تمامًا في العقيدة الإسلامية. الارتباط بالانتحار هو ردة فعل على تزايد انتشار المعرفة بالتأثيرات الصحية الضارة بالتبغ والتي قد تكون مميتة.

## عوامل انتشار الأرقيلة
```

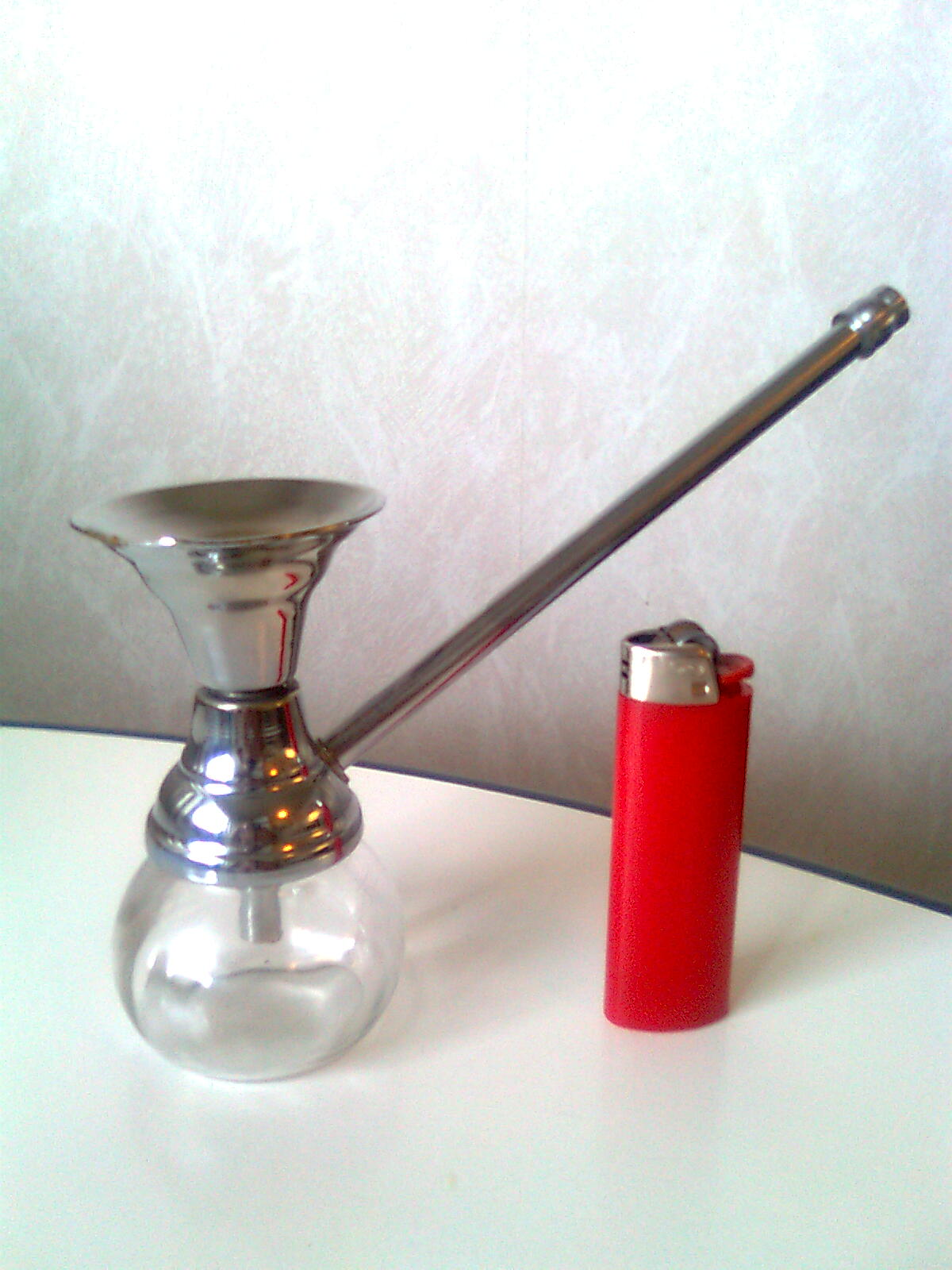
Small argileh from سوق الحميدية, Damascus.

عادة ما يبدأ المدخنون التدخين  في أوائل العشرينات، وإيجاد هذا النشاط ينتج شعورا بالتعاطف بين الأصدقاء ويسهل الوضع الاجتماعي بينهم. يمكن أن يعزى تزايد انتشار دخان التبغ  إلى مجموعة متنوعة من العوامل وقسم  عالم الأنثروبولوجيا الفرنسية كامل شواكجي العناصر الثلاثة الرئيسية لدعوة النرجيلة، والتي تشمل «تمرير خرطوم التدخين، وممثلي الحديث، وطبيعة الوقت داخل الدولة المنشأة». هذه العوامل تسلط الضوء على الفوائد الاجتماعية للتدخين في النرجيلة. والزيادة العامة في اتجاه التجربة. يدرك كل من المدخنين وغير المدخنين في سوريا أن الرائحة والذوق هي عوامل جذابة تستحق الاهتمام في النرجيلة.العوامل الأخرى التي تساهم في انتشار استخدام شيغوف تشمل وقت الفراغ والملل من الشباب السوري، والضغوط الاجتماعية، والشعور بالبهجة بعد الاستنشاق، والنداء الجمالي للنرجيلة نفسها، والتدخين كبديل للكحول، وتوافر الشيشة المنتشرة في المقاهي والمطاعم، الاستغلال التلقائي والتجاري لهذه الممارسة في وسائل الإعلام.عوامل  انتشار  تدخين السجائر
```

## اعتمادية الإدمان
```
يميل مدخنون السجائر السوريون إلى البدء بالتدخين في سن المراهقة، سواء في المدرسة أو بين أفراد العائلة أو (للذكور) في الخدمة العسكرية. يُنظر إلى السجائر أساسًا كوسيلة لإدارة الإجهاد والتكيّف والاسترخاء وتحسين التركيز،  على النقيض من النظرة الإيجابية لتدخين النرجيلة، يميل المدخنون السوريون إلى اعتبار تدخين السجائر "إدمانًا عاديًا، ظالمًا، ويعوز السبب  الرئيسي للذكور المراهقين هو الإحساس بالرجولة المرتبط بتدخين السجائر، في حين أن السبب  الرئيسي للإناث من جميع الأعمار هو الإحساس المرتبط بالتحرير الاجتماعي. تنبع دوافع أخرى من الفضول والضغوط الاجتماعية العامة،  يقر مدخني السجائر بأن العديد من الضغوط الاجتماعية التي دفعتهم في البداية إلى التدخين قد تلاشت منذ فترة طويلة ولكنهم استمروا في التدخين بسبب إدمانهم.
```

## الآثار الاجتماعية للتدخين
على الرغم من انتشار تدخين السجائر في المجتمع السوري، لا يزال هناك إحساس بالإحراج مرتبط بتدخين السجائر، وعلى الأخص فيما يتعلق بالرائحة الناتجة التي ينتجها. هذا النقص في القبول الاجتماعي لتدخين السجائر جديد نسبياً ويمكن اعتباره تطوراً إيجابياً داخل المجتمع السوري. على الرغم من ذلك، فإن التدخين النرجيلي مقبول عمومًا من الناحية الاجتماعية،  يمكن أن تنشأ التوترات أحيانًا بين الوالدين غير المدخنين وتدخين الأطفال وكذلك بين المدخنين وغير المدخنين داخل مجموعات الأصدقاء. يمكن أن يتسبب تدخين النرجيلة أحيانا في إقناع المدخنين بقضاء وقت استجمام مع غيرهم من المدخنين. 

## الفروق بين الجنسين
```
يدخن الذكور في سوريا أكثر من الإناث ويزداد معدل استهلاكهم اليومي للسجائر. من بين عينة من المهنيين السوريين، يستهلك المدرسون وأطبّاء المدارس الذكور حزمة واحدة في اليوم في حين يستهلك تدخين معلمي  المدارس والأطباء حوالي نصف علبة في اليوم  الرجال هم أكثر عرضة للاعتماد على النيكوتين. وفقا للدراسات الاستقصائية التي يقاس فيها الاعتماد على الوقت الذي تدخن فيه السيجارة لأول مرة في الصباح. 
```

## المرأة والتدخين
```
أصبحت النساء في سوريا وفي جميع أنحاء الشرق الأوسط عرضةً بشكل متزايد لوباء التبغ. في الماضي، كانت العادات الاجتماعية في الشرق الأوسط تعوق النساء عن تدخين التبغ بأي شكل من الأشكال لكن التدخين  بالأرقيلة أصبح الآن نشاطًا أكثر قبولا للنساء السوريات ويعتبر مؤشرا على زيادة التحرر الاقتصادي
```

## العمر وعادات التدخين
```
تزيد معدلات التدخين لدى الذكور من 16٪ لدى المراهقين (حتى سن 18 عامًا) إلى 60٪ عند البالغين. تتراوح الفئة العمرية بين الذكور المتعلمين الذين لديهم أعلى معدلات التدخين ارتفاعًا من 19 إلى 21 عامًا.
```

## الاتجاهات الاجتماعية والاقتصادية
معظم المدخنين المعتادون في سوريا هم من الطبقات الاجتماعية والاقتصادية الدنيا والمتوسطة. أحد أسباب هذا الاتجاه العام هو ميل الذكور السوريين من المستويات الاجتماعية والاقتصادية الأقل للانضمام إلى الجيش بدلاً من الالتحاق بالجامعة. في عام 2002، كانت معدلات التدخين بين المجندين العسكريين حوالي 46 ٪ في حين كانت معدلات طلاب الجامعات المتطابقة مع العمر حوالي 23 ٪. من الأرجح أن ينضم الطلاب الأفقر أو الذين لديهم أداء أكاديمي أقل إلى الجيش أكثر من الذهاب إلى الجامعة وبالتالي أكثر عرضة للتدخين بشكل معتاد. في هذه الحالة، ينتهي الأمر بخلفية اجتماعية اقتصادية أقل تفضيلاً إلى الاعتماد على النيكوتين، وتشير حالات أخرى إلى زيادة الاعتماد على التبغ مع ارتفاع مستويات الأمن المالي. من المرجح أن يصبح الأطباء الذكور في سورية معتمدين على النيكوتين في وقت مبكر من حياتهم المهنية، في حين تميل الإناث إلى التدخين عادة في وقت لاحق في حياتهم المهنية. من المرجح أن يكون هذا الاتجاه بسبب تأخر الاستقلال المالي للنساء. الإدمان  يدرك مدخنون السجائر عاداتهم كإدمان واضح، أعراض تشمل الرغبة الشديدة وعدم القدرة على الحد من استهلاك التبغ وأعراض الانسحاب عند محاولة الإقلاع عن التدخين، على الرغم من أن مدخني النارجيل المعتادون أقل احتمالا من مدخني السجائر أن يدركوا عادتهم كإدمان، فإن العديد منهم يبلغون بشكل مطرد عن تواتر وشدة استخدام النرجيلة، وصعوبة الإقلاع، وأعراض الانسحاب عند محاولة الإقلاع عن التدخين يميل إدمان النرجيلة إلى أن يكون أكثر اعتمادًا على السياق، حيث إن كثيرين ممن يدخنونه يتوقون فقط إلى الأصدقاء أو في مقهى. تدخين السجائر هو ملاحق شخصية أكثر، وبالتالي فإن الرغبة في التدخين ثابتة بغض النظر عن السياق.  

## المخاطر الصحية
```
يعتقد مدخنو السجائر عموما أن السجائر ضارة بصحتهم وصحة الناس من حولهم،  يدرك مدخنو السجائر بوجه خاص آثار التدخين السلبي على أفراد أسرهم ما يكون مدخنون النرجيلة أقل وعيا على  أنفسهم وعلى الأشخاص من حولهم. يفترض علماء الأنثروبولوجيا أن الجمهور السوري يعتبر أن دخان الشيشة أقل خطورة من دخان السجائر بسبب «تصفيق» التبغ الذي يمر عبر الماء قبل استنشاقه. أصبحت هذه الفرضية أقل شعبية بعد انتشار المسح والبحث، مما يشير إلى أن المدخنين السوريين لأرقيلة يدركون أن المياه ليست وسيلة موثوقة للترشيح. قد يلقي الجو الاجتماعي والعلامة الإيجابية لتدخين النرجيلة بظلالها على المخاوف الصحية ويجعلها تبدو أقل ضرراً من تدخين السجائر. على الرغم من أن مخاطر تعاطي التبغ على الصحة ليست معروفة على نطاق واسع، إلا أن الطلاب السوريين يميلون إلى ربط التدخين بزيادة خطر الإصابة بأمراض الجهاز التنفسي، بينما يرتبط هذا بشكل أساسي بتدخين السجائر مع زيادة خطر الإصابة بالسرطان. 
```

## الآثار الاجتماعية للتدخين
على الرغم من انتشار تدخين السجائر في المجتمع السوري، لا يزال هناك إحساس بالإحراج مرتبط بتدخين السجائر، وعلى الأخص فيما يتعلق بالرائحة الناتجة التي ينتجها. هذا النقص في القبول الاجتماعي لتدخين السجائر جديد نسبياً ويمكن اعتباره تطوراً إيجابياً داخل المجتمع السوري. على الرغم من ذلك، فإن التدخين النرجيلي مقبول عمومًا من الناحية الاجتماعية،  يمكن أن تنشأ التوترات أحيانًا بين الوالدين غير المدخنين وتدخين الأطفال وكذلك بين المدخنين وغير المدخنين داخل مجموعات الأصدقاء. يمكن أن يتسبب تدخين النرجيلة أحيانا في إقناع المدخنين بقضاء وقت استجمام مع غيرهم من المدخنين.